# Необулгарія
Необулгарія (Neobulgaria) — рід грибів родини Helotiaceae. Назва вперше опублікована 1921 року.

## Поширення та середовище існування
В Україні зростає необулгарія чиста (Neobulgaria pura).

## Галерея

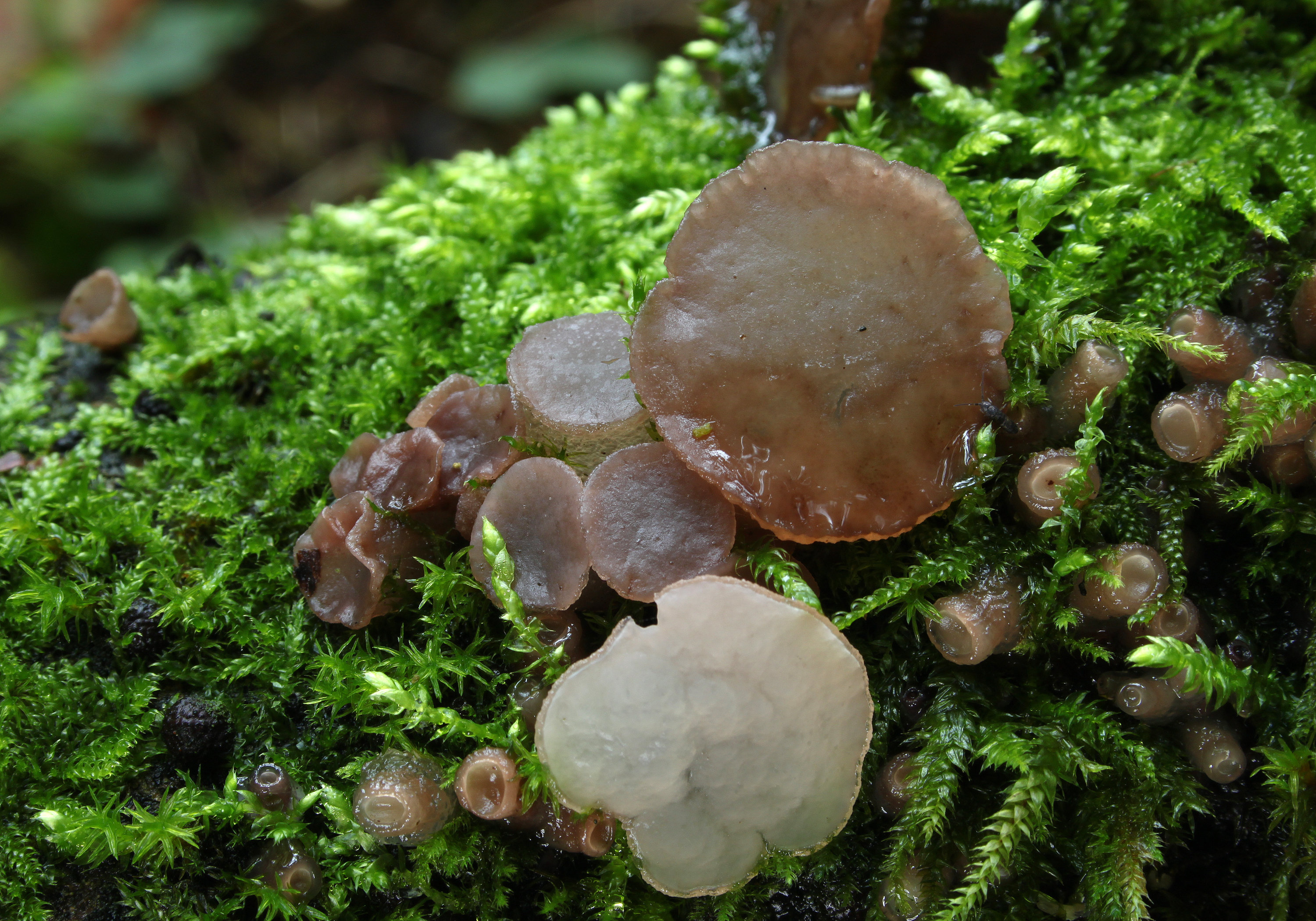
Neobulgaria pura
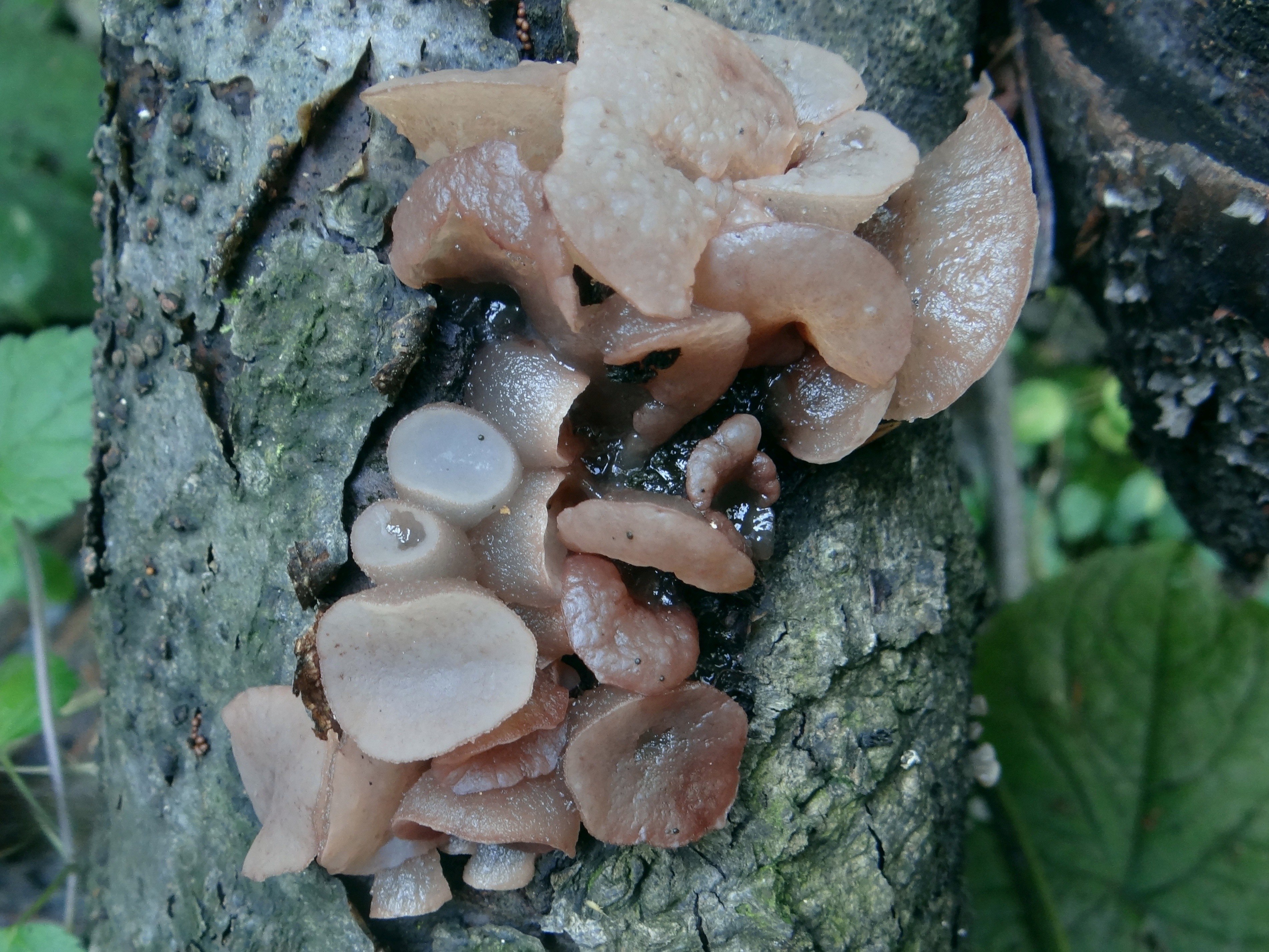
Neobulgaria pura
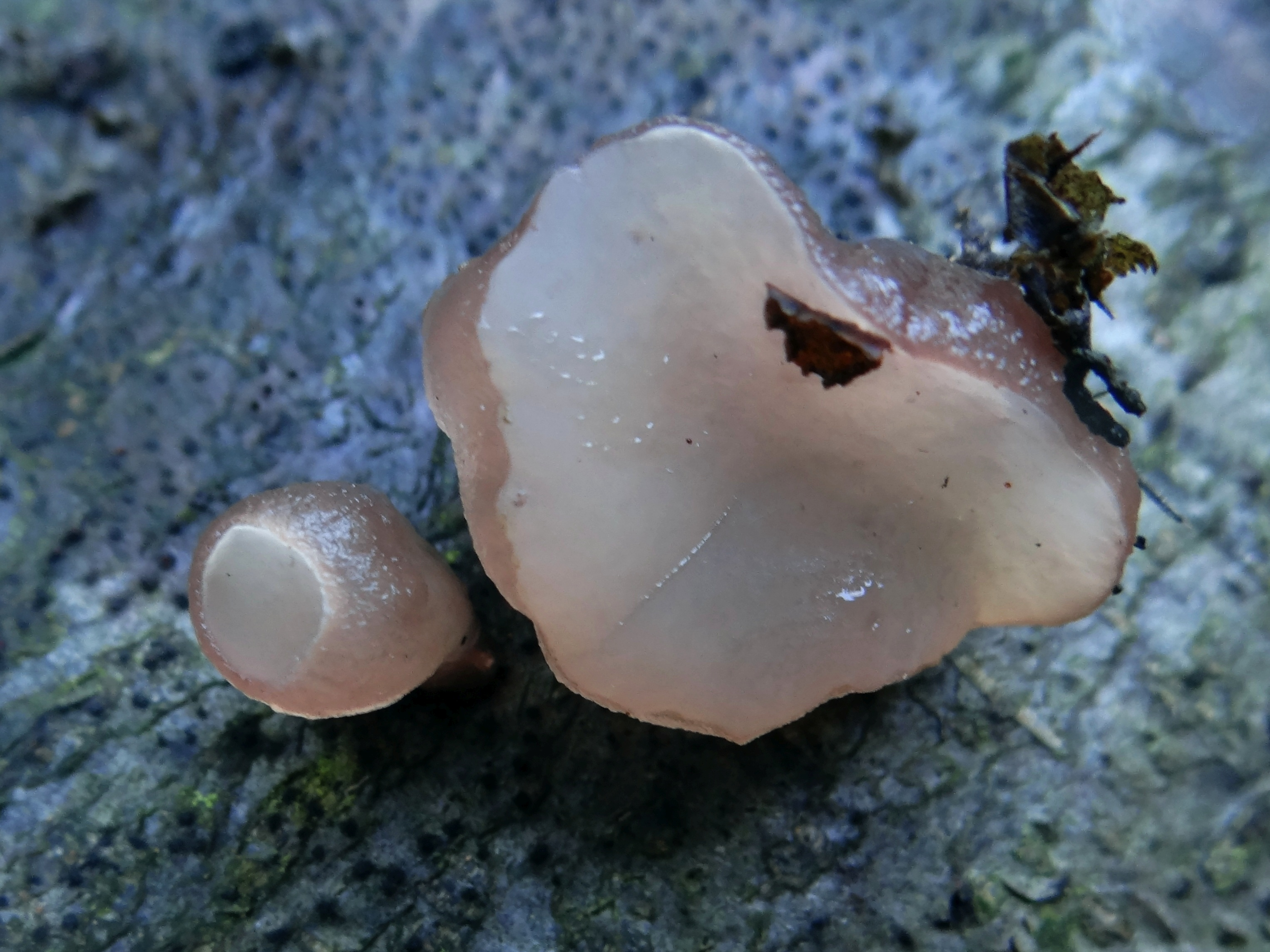
Neobulgaria pura

## Класифікація
Згідно з базою MycoBank до роду Neobulgaria відносять 13 офіційно визнаних видів:
- Neobulgaria alba
- Neobulgaria caliciformis
- Neobulgaria faginea
- Neobulgaria foliacea
- Neobulgaria henanensis
- Neobulgaria lilacina
- Neobulgaria margaritoidea
- Neobulgaria orientalis
- Neobulgaria parvata
- Neobulgaria premnophila
- Neobulgaria pura
- Neobulgaria rupicola
- Neobulgaria undata